# Ivan Dias
Ivan Cornelius Dias, indijski rimskokatoliški duhovnik, škof in kardinal, * 14. april 1936, Mumbaj, † 19. junij 2017, Rim.

## Življenjepis
8. decembra 1958 je prejel duhovniško posvečenje.
8. maja 1982 je bil imenovan za: naslovnega nadškofa Rusibisirja ter za apostolskega pronuncija v Gani, v Beninu in v Togu; 19. junija istega leta je prejel škofovsko posvečenje.
20. junija 1987 je postal apostolski nuncij v Koreji in 16. januarja 1991 apostolski nuncij v Albaniji. 8. novembra 1996 je bil imenovan za nadškofa Bombaja (Mumbaj).
21. februarja 2001 je bil povzdignjen v kardinala in imenovan za kardinal-duhovnika Spirito Santo alla Ferratella.
20. maja 2006 je postal prefekt Kongregacije za evangelizacijo ljudstev v rimski kuriji; leta 2011 se je upokojil.